# Napraforgó (album)
A Napraforgó a Neoton Família 5. hazai albuma. Az együttes legsikeresebb lemeze, melynek szinte minden száma sláger lett: Ha szombat este táncol, Szédült napraforgó, A hegyirabló, Forrófejű lány, de főleg a Santa Maria, amely mindmáig talán a legismertebb Neoton-felvétel.
Ezen az albumon énekelt utoljára együtt a három „kócbaba”: Csepregi Éva (itt még Csepreghy), Fábián Éva és Pál Éva.
Az album hanglemezen és kazettán is megjelent, eltérő borítókkal. A magyar nyelvű lemezhez betétlap-melléklet tartozik. Az angol változat 
Sunflower címmel jelent meg. 1996-ban CD-n is kiadták 3 bónuszfelvétellel, melyek a Neoton Disco albumon szerepelnek, kivéve a Vándorének c. dalt.
A lemez érdekessége a Kis kece lányom c. népdal nagyrészt instrumentális diszkófeldolgozása.

## Megjelenések
| Ország       | Formátum | Sorszám    | Kiadó  | Év   |
| ------------ | -------- | ---------- | ------ | ---- |
| Magyarország | LP       | SLPX 17594 | Pepita | 1979 |
| Magyarország | MC       | MK 17594   | Pepita | 1979 |

- Ha szombat este táncol
- Szédült napraforgó
- Hegyirabló
- Ha varázslólány lehetnék
- Forrófejű lány
- Santa Maria
- Szia!
- Megőrülök a szerelemért
- Diszkókece
- Hazafelé

| Ország       | Formátum | Sorszám   | Kiadó  | Év   |
| ------------ | -------- | --------- | ------ | ---- |
| Magyarország | CD       | HCD 37817 | Pepita | 1996 |

- Ha szombat este táncol
- Szédült napraforgó
- Hegyirabló
- Ha varázslólány lehetnék
- Forrófejű lány
- Santa Maria
- Szia!
- Megőrülök a szerelemért
- Diszkókece
- Hazafelé

Bónuszdalok
- Let’s Go Dancing
- Vándorének
- California Dreamin’

## Tv-show[5]
Adás: 1979. november 3.
Rendező: Kenyeres Gábor
1. Ha szombat este táncol
2. Szédült napraforgó
3. Megőrülök a szerelemért
4. Ha varázslólány lehetnék
5. Forrófejű lány
6. Santa Maria
7. Diszkókece